# Jonas Blue
Guy James Robin (nascido em 2 de agosto de 1989), conhecido profissionalmente como Jonas Blue, é um produtor musical britânico nascido em Londres. Geralmente, produz temas que são uma miscelânea dance music com pop.

## Discografia

### Álbuns de estúdio
| Título                                                                                        | Detalhe do álbum                                                                                       | Posições em paradas músicais | Posições em paradas músicais | Posições em paradas músicais | Posições em paradas músicais | Posições em paradas músicais |
| Título                                                                                        | Detalhe do álbum                                                                                       | UK                           | AUS                          | BEL                          | FRA                          | PB                           |
| --------------------------------------------------------------------------------------------- | --- | ---------------------------- | ---------------------------- | ---------------------------- | ---------------------------- | ---------------------------- |
| Blue                                                                                          | - Lançamento: 9 de novembro de 2018 - Gravadora: Positiva, Virgin EMI - Formatos: CD, download digital | 33                           | 50                           | 58                           | 106                          | 78                           |
| "—" indica que a gravação não foi incluída nas paradas ou não foi distribuída naquela região. | |                              |                              |                              |                              |                              |

### Álbuns de compilação
| Título                                       | Detalhe do álbum                                                                                  |
| -------------------------------------------- | ------------------------------------------------------------------------------------------------- |
| Jonas Blue: Electronic Nature - The Mix 2017 | - Lançamento: 14 de julho de 2017 - Gravadora: Universal Music Group - Formatos: Digital download |

## Singles

### Como artista principal
| Título                                                                                        | Ano  | Posições em paradas músicais | Posições em paradas músicais | Posições em paradas músicais | Posições em paradas músicais | Posições em paradas músicais | Posições em paradas músicais | Posições em paradas músicais | Posições em paradas músicais | Posições em paradas músicais | Posições em paradas músicais | Certificações                                                                                             | Álbum               |
| Título                                                                                        | Ano  | UK                           | AUS                          | AUT                          | BEL                          | FRA                          | ALE                          | HOL                          | SUE                          | SUI                          | EUA                          | Certificações                                                                                             | Álbum               |
| --------------------------------------------------------------------------------------------- | ---- | ---------------------------- | ---------------------------- | ---------------------------- | ---------------------------- | ---------------------------- | ---------------------------- | ---------------------------- | ---------------------------- | ---------------------------- | ---------------------------- | --- | ------------------- |
| "Fast Car" (featuring Dakota)                                                                 | 2015 | 2                            | 1                            | 3                            | 3                            | 14                           | 2                            | 3                            | 2                            | 4                            | 98                           | - BPI: 2× Platina - ARIA: 4× Platina - BVMI: 3× Ouro - GLF: 6× Platina - RIAA: Platina - RMNZ: 2× Platina | Blue                |
| "Perfect Strangers" (featuring JP Cooper)                                                     | 2016 | 2                            | 6                            | 9                            | 4                            | 13                           | 9                            | 3                            | 3                            | 8                            | —                            | - BPI: 2× Platina - ARIA: 2× Platina - BVMI: Platina - RIAA: Ouro - RMNZ: Platina                         | Blue                |
| "By Your Side" (featuring RAYE)                                                               | 2016 | 15                           | 33                           | 56                           | 45                           | 110                          | 45                           | 35                           | 94                           | 50                           | —                            | - BPI: Platina                                                                                            | Blue                |
| "Mama" (featuring William Singe)                                                              | 2017 | 4                            | 7                            | 5                            | 2                            | 16                           | 5                            | 5                            | 6                            | 6                            | —                            | - BPI: 2× Platina - ARIA: 3× Platina - BVMI: Platina - RIAA: Ouro - RMNZ: Ouro                            | Blue                |
| "We Could Go Back" (featuring Moelogo)                                                        | 2017 | 74                           | —                            | —                            | 3                            | —                            | —                            | —                            | —                            | —                            | —                            | | Blue                |
| "Rise" (featuring Jack & Jack)                                                                | 2018 | 3                            | 7                            | 2                            | 5                            | 29                           | 8                            | 9                            | 14                           | 10                           | —                            | - BPI: Platina - ARIA: 4× Platina - BVMI: Ouro - RIAA: Ouro - RMNZ: Platina                               | Blue                |
| "What I like About You" (featuring Theresa Rex)                                               | 2019 | 16                           | —                            | —                            | 44                           | —                            | 93                           | 89                           | —                            | 76                           | —                            | - BPI: Ouro                                                                                               | Non-album single    |
| "Ritual" (with Tiësto and Rita Ora)                                                           | 2019 | 24                           | —                            | —                            | 10                           | 117                          | —                            | 11                           | 24                           | 56                           | —                            | - BPI: Ouro                                                                                               | The London Sessions |
| "Hear Me Say" (with Léon)                                                                     | 2021 | 65                           | —                            | —                            | —                            | —                            | —                            | —                            | —                            | —                            | —                            | | Non-album singles   |
| "Don't Wake Me Up" (with Why Don't We)                                                        | 2022 | 79                           | —                            | —                            | —                            | —                            | —                            | —                            | —                            | —                            | —                            | | Non-album singles   |
| "—" indica que a gravação não foi incluída nas paradas ou não foi distribuída naquela região. |      |                              |                              |                              |                              |                              |                              |                              |                              |                              |                              | |                     |